# 扈志
扈志（529年—594年3月16日），字须提，魏郡内黄县（今河南省内黄县）人，西魏、北周、隋朝官员。

## 生平
扈志最初作为勋贵子弟，出任宇文泰内亲信，后担任魏孝武帝的挽郎，加殿内将军，又加荡寇将军。西魏文帝时，扈志进入皇宫监管皇帝饮食。对外经济贸易大学思政部教师曾磊根据出土扈志碑认为，文帝是被宇文泰弑杀。薛海波《武川镇豪强酋帅在西魏北周府兵体系地位考论——兼析陈寅恪府兵制研究的相关观点》也有宇文泰指使扈志下毒弑君的同样推论。
北周元年（557年），扈志出任都督、左侍上士、帅都督，袭爵鹑阴县开国男，食邑二百户。扈志又升任大都督、左宫伯都上士，加仪同三司，车骑大将军。天和三年（568年），扈志跟随齐王宇文宪攻克宜阳，又在鹿卢交与齐军对阵，扈志以一敌百，齐军烧军旗逃走。扈志因功转任骠骑大将军，进位开府。建德四年（575年），扈志又跟从周武帝攻击河阴城，因功获赏布帛一百段，加开府大将军。建德五年（576年），扈志跟随周武帝攻克晋州，又平定并州。当时高延宗仍在反抗周军，扈志参与击败高延宗，加上开府，封修武县开国公，食邑一千四百户。扈志跟随周武帝平定邺城，在冀州击败高湝，很快出任郑州刺史，加雄俊中大夫。大象二年（580年），尉迟迥起兵反对杨坚，扈志安抚百姓，又在康城击败邢流水。隋朝建立后，扈志入朝出任太子右宗卫率，进爵城皋郡公。开皇七年（587年），扈志外任商州刺史。开皇十四年二月十九日（594年3月16日），扈志在京城弘政乡敬仁里去世，虚岁六十六，谥号容公，同年十一月十二日（594年12月29日）或十三日（594年12月30日）安葬于大兴城西南一十五里合郊乡修福里。

## 家庭

### 曾祖
- 扈周，北魏陇□郡太守[2]

### 祖父
- 扈兴，赠安定郡太守[3]

### 父亲
- 扈敬，仪同三司、豳宁二州刺史[3]

### 兄弟姐妹
- 扈氏，嫁隋朝上开府、云朔二州道总管、清水敬公杨钦[2]

### 子女
- 扈世宗，世子，隋朝车骑将军、仪同三司[2]